# Budda (manga)
Budda (ブッダ?), pubblicato anche come Buddha, è un manga scritto e disegnato da Osamu Tezuka. L'opera, pubblicata per la prima volta a settembre del 1972 sulle pagine di Kibo no tomo della casa editrice Ushio Shuppansha, divenne una delle opere più lunghe disegnate dall'autore, che la portò a termine undici anni più tardi, nel dicembre del 1983. I vari capitoli sono stati raccolti in 14 volumi tankōbon usciti fra il 1974 e il 1984.
Sebbene il manga sia ispirato alla vita di Gautama Buddha, esso non si pone come un'accurata biografia storica del monaco indiano. Nell'opera sono infatti presenti elementi comici, fantastici e avventurosi secondo il tipico stile dell'autore. In particolare, Tezuka decise di inserire alcuni personaggi inventati per poter illustrare con precisione la situazione contraddittoria del sistema indiano delle caste. L'autore, inoltre, scelse un titolo essenziale e s'impegnò a dar vita a un romanzo di formazione in cui i valori del Buddismo e la condizione degli esseri umani fossero saldamente legati. L'editore Gianni Miriantini, nella prefazione all'opera, ha scritto:
L'edizione italiana del manga è stata interamente curata dalla Hazard Edizioni che l'ha pubblicata dal gennaio del 1999 al giugno del 2002; questa pubblicazione è stata proposta con le tavole ribaltate, in modo da permettere una lettura del manga all'occidentale. Nel 2021 è stata annunciata una riedizione da parte di J-Pop all'interno della collana Osamushi Collection che raccoglie le opere dell'autore. Questa nuova edizione in 7 volumi, ognuno contenente 2 numeri dell'edizione normale e col senso di lettura originale, è stata pubblicata a partire dalla fine del 2021 e durante tutto il 2022.
Budda ha ricevuto il plauso della critica e del pubblico. Nel 2004 e nel 2005 l'opera è stata premiata agli Eisner Awards e a fine 2010 vi erano oltre 20 milioni di copie in circolazione, rendendola una delle serie manga più vendute di sempre.
Dal manga sono stati realizzati due film anime, usciti rispettivamente nel 2011 e nel 2014, prodotti dalla Tezuka Productions e animati dalla Toei Animation. Il terzo e conclusivo film è stato cancellato per problemi finanziari.

## Trama
Nell'antica India, la vita di molte persone è tormentata da siccità, carestie, guerre continue e ingiustizie nel sistema delle caste. Le vite intrecciate di molte anime infelici vengono riunite dalla nascita del giovane principe Siddarta, che intraprende un viaggio spirituale e diventa Budda, l'Illuminato, e tenta di realizzare una rinascita spirituale del popolo in quest'epoca disperata.

### Concetti affrontati
Nel manga viene anche affrontato il concetto del pratītyasamutpāda (l'interconnessione della vita è evidenziata innanzitutto nella storia del maestro Asita, che racconta di come il suo padrone, Gosala, sia stato salvato dagli animali. Nella storia, un coniglio si immola per salvargli la vita; più avanti, Assaji si sacrifica allo stesso modo per essere consumato da un branco di lupacchiotti affamati) e quello dell'anitya (l'impermanenza: nel corso della storia, i personaggi attraversano molti alti e bassi: i re vengono imprigionati dai loro stessi figli, gli assassini diventano santi e numerosi personaggi muoiono, sottolineando l'impermanenza della vita).

## Manga
In Giappone l'opera è stata serializzata dall'editore Ushio sulla rivista Kibo no tomo (poi rinominata Shonen World e infine Comic Tom) tra settembre del 1972 e dicembre del 1983, rendendola una tra le produzioni più lunghe dell'autore. I capitoli sono stati poi raccolti in 14 volumi tankōbon pubblicati tra il settembre del 1974 e il giugno del 1984. I diritti per un'edizione italiana del manga sono stati acquistati da Hazard Edizioni che ha pubblicato la serie tra il 1999 e il 2001. Vent'anni più tardi, tra dicembre 2021 e dicembre 2022, Edizioni BD pubblica sotto l'etichetta J-Pop una nuova edizione dell'opera in 7 volumi, corrispondente alla versione bunkoban pubblicata da Kōdansha tra febbraio e maggio del 2011.

### Volumi
| Nº | Titolo italiano | Data di prima pubblicazione       | Data di prima pubblicazione      |
| Nº | Titolo italiano | Giapponese                        | Italiano                         |
| 1  | Kapilavastu | settembre 1974 ISBN 4-267-90016-7 | gennaio 1999 ISBN 88-86991-17-7  |
| 1  | Capitoli - 1. I Bramini (バラモン?, Baramon) - 2. Tatta, il monello (浮浪児タッタ?, Furōji Tatta) - 3. Il generale Budai (ブダイ将軍?, Budai shōgun) - 4. L'annunciazione (告知?, Kokuchi) - 5. Chapra (チャプラ?, Chapura) |                                   |                                  |
| 1  | Trama Circa 3.500 anni fa il popolo degli Ariani si stabilì nel territorio dell'attuale Pakistan, lungo il fiume Indo. Da lì, estesero i loro possedimenti fino all'India, alle pendici dell'Himalaya, unificando le tribù circostanti e creando numerose città stato. I capi di questa società, al fine di controllare la popolazione, crearono un sistema assoluto di classi sociali suddiviso in caste nel quale loro occupavano la posizione più alta, la casta dei bramini. Tale sistema era profondamente ingiusto e provocò parecchia sofferenza. Il bramino Naradatta, su ordine del maestro Asita, parte alla ricerca di un uomo che un giorno sarebbe diventato il re del mondo. L'allievo si dirige a sud e incontra un bambino dall'animo sublime di nome Tatta che possiede un particolare potere: egli è in grado di trasferire la sua coscienza nel corpo degli animali. Naradatta si rende conto che forse Tatta è la persona che stava cercando, ma non riesce a capacitarsi del fatto che il bimbo appartenga alla casta più bassa, quella dei paria, considerati alla stregua degli animali e guardati con estremo disprezzo dai bramini come lui. Chapra, un amico di Tatta, e sua madre fanno parte della casta degli shudra, superiore a quella dei paria ma comunque una casta di schiavi. A causa di un errore, la madre sta per essere venduta e allontanata ingiustamente dal figlio ma, grazie all'aiuto di Tatta e Naradatta, i quattro riescono a fuggire assieme. Nel frattempo, i soldati del regno di Kosala, guidati dal generale Budai e in missione per sottomettere il castello di Kapilavastu, attaccano il villaggio dei paria, uccidendone gli abitanti compresa la famiglia di Tatta. Chapra, colmo di rabbia per le ingiustizie che il sistema delle caste crea, decide di partire verso il regno di Kosala nascondendo le proprie origini shudra. Durante il viaggio, salva la vita al generale Budai che stava per annegare e per essere divorato da dei coccodrilli. Per ripagarlo, Budai adotta Chapra e lo sottopone all'addestramento militare come suo figlio. Il ragazzo diviene il soldato più valoroso di Kosala ma Budai scopre le sue vere origini e decide di mantenere il segreto. |                                   |                                  |
| 2  | La nascita | ottobre 1974 ISBN 4-267-90017-5   | marzo 1999 ISBN 88-86991-21-5    |
| 2  | Capitoli - 6. La coppa (王杯?, Ō sakazuki) - 7. La nascita (生誕?, Seitan) - 8. La rivalità (技競べ?, Waza kurabe) - 9. Alla ricerca del rimedio segreto (秘薬を求めて?, Hiyaku wo motomete) - 10. La profezia (予言?, Yogen) - 11. Il giudizio (裁きの日?, Sabaki no hi) - 12. Il muro della morte (死の壁?, Shi no kabe) |                                   |                                  |
| 2  | Trama Bandaka, un soldato di Kapilavastu, è diretto a Shravasti, la capitale del regno di Kosala, per affrontare e sconfiggere Chapra, che si mormora essere il soldato più valoroso. Nonostante le abilità di Bandaka, Chapra esce vittorioso dalla competizione di tiro con l'arco che si è tenuta a Kosala per eleggere l'arciere più forte. La regina Maya, moglie del re Shuddhodana, si dirige verso il regno natio di Koliya per dare alla luce suo figlio. Tuttavia, le condizioni di salute della donna peggiorano continuamente ed è costretta a partorire in viaggio: l'8 aprile di quell'anno nasce Siddarta, il principe degli Shakya. La regina fa appena in tempo a tornare a Kapilavastu per consegnare e dare un nome al bambino prima di spirare. Tatta, Naradatta e la madre di Chapra sono intanto giunti a Shravasti. Bandaka propone una nuova sfida a Chapra e, con l'inganno, ferisce mortalmente quest'ultimo per poi fuggire via. La madre del ragazzo vuole andare a tutti i costi a trovarlo nel palazzo di Budai, ma l'uomo riconosce subito la donna come madre di suo figlio e decide di imprigionarla. Naradatta allora propone a Budai un accordo: egli si metterà in contatto col maestro Asita sull'Himalaya per ottenere una cura per il ragazzo e, se farà in tempo, Budai acconsentirà all'incontro fra la madre e il ragazzo. Le montagne però sono molto lontane e il bramino affida il compito a Tatta che, prendendo possesso di diversi animali, riesce a raggiungere l'Himalaya ma il maestro Asita in quel momento si trova al castello di Kapilavastu per porgere i suoi omaggi al nuovo nato che si profetizza cambierà il mondo. Seppur stremato, Tatta riparte nuovamente alla volta del regno degli Shakya e lì raggiunge il maestro. Questi si mette in contatto telepaticamente con Naradatta e gli comunica la cura, tuttavia lo punisce perché per salvare la vita di un singolo ragazzo ha sacrificato le vite di tutti gli animali di cui Tatta ha preso possesso e che sono morti per la fatica del viaggio. Naradatta fornisce la cura a Budai per poi dileguarsi fra le montagne, dove vivrà come un animale per il resto della vita. Salvato Chapra, Budai si rimangia la parola e ordina l’uccisione della madre. Chapra prende le difese della madre e perciò vengono arrestati, processati e condannati a morte. I due provano a fuggire con l'aiuto di Tatta ma una lancia volante li trafigge entrambi, uccidendoli. Tatta fugge giurando vendetta verso il regno che l'ha reso orfano e ha ucciso tutte le persone che amava. |                                   |                                  |
| 3  | L'adolescenza | novembre 1974 ISBN 4-267-90018-3  | maggio 1999 ISBN 88-86991-22-3   |
| 3  | Capitoli - 13. Il giovane principe (王子?, Ōji) - 14. I giardini della contemplazione (瞑想の園?, Meisō no sono) - 15. Le rapide (奔流?, Honryū) - 16. Yashodhara (ヤショダラ?, Yashodara) - 17. Miguela (ミゲーラ?, Migēra) |                                   |                                  |
| 3  | Trama Passano dieci anni e il principe Siddarta cresce tra agi e feste sfarzose, totalmente insoddisfatto della propria vita. Egli si ritrova spesso a riflettere sul senso della vita, della morte e della sofferenza, non accontentandosi delle risposte vaghe che i suoi maestri gli danno. Un giorno il principe incontra un misterioso e anziano bramino al quale chiede cosa si provi nel morire. Questi allora gli fa rivivere la sua vita passata da uccellino, scatenando in Siddarta il terrore della morte e facendogli capire la durezza della vita degli uomini e degli animali al di fuori della bambagia in cui ha vissuto finora. Decide quindi di scappare dal castello con l'aiuto di Tatta, ormai un uomo adulto, che gli vuole far conoscere la realtà del mondo. Durante il viaggio, i due vengono attaccati dai briganti e, dopo un breve scontro, su insistenza del principe salvano la vita al loro capo, Miguela. Tra i due scoppia l'amore ma Siddarta si ammala ed è costretto a fare ritorno al castello dove rimarrà a letto per sei mesi. Il re Shuddhodana, preoccupato di perdere definitivamente suo figlio che minaccia di riandarsene, gli impone di sposare la principessa Yashodhara. Siddarta non è d'accordo e propone di organizzare una gara tra pretendenti e di sposare la principessa solo se ne uscirà vincitore. Miguela, saputo della competizione, decide di parteciparvi per vincerla e sottrarre così Siddarta al matrimonio combinato. Travestitasi per non farsi scoprire, riesce a trionfare ma la sua identità viene infine scoperta. Siddarta allora accetta di sposare Yashodhara a patto che suo padre liberi la brigante; il re accetta, ma decide di punire ugualmente Miguela facendole bruciare entrambi gli occhi. |                                   |                                  |
| 4  | Le quattro porte | maggio 1975 ISBN 4-267-90019-1    | luglio 1999 ISBN 88-86991-24-X   |
| 4  | Capitoli - 18. Le quattro visioni (四門出遊?, Shimonshutsuyū) - 19. Rahula (ラーフラ?, Rāhura) - 20. I cinque asceti (五人の行者?, Gonin no gyōja) - 21. La mattina della partenza (旅立ちの朝?, Tabidachi no asa) - 22. La morte di Bandaka (バンダカの死?, Bandaka no shi) |                                   |                                  |
| 4  | Trama Siddarta viene costretto dal padre a sposare la principessa Yashodhara. Il principe però non ha dimenticato Miguela e parte a cavallo per cercarla, ma invano. Durante il viaggio viene intercettato da Prasenajit, re di Kosala, che intende sancire a tutti i costi un legame con Kapilavastu esortando il clan Shakya a dargli in sposa una principessa, altrimenti attaccherà il regno coi suoi elefanti. Sulla via del ritorno, Siddarta incontra nuovamente il vecchio bramino che, dopo avergli fatto attraversare quattro porte diroccate, esorta il ragazzo ad abbandonare il palazzo per diventare un monaco. Tornato al castello, Siddarta riferisce la richiesta di Prasenajit: re Shuddhodana decide quindi di ingannare il nemico dandogli in sposa una schiava travestita da principessa. Il principe è ancora dubbioso sulla sua vita e intende partire, quindi Yashodhara annuncia la sua gravidanza sperando di trattenerlo a casa. Ciononostante, con l'aiuto del servo Channa e del fido cavallo Kanthaka, Siddarta fugge dal castello per dedicarsi a una vita di austerità, abbandonando il regno, i suoi genitori, la moglie e il figlio Rahula nato da appena sette giorni. Poco dopo la sua partenza, Kosala invade definitivamente Kapilavastu e il regno rischia la distruzione. Grazie al coraggio di Bandaka il nemico viene respinto, ma il guerriero morirà in battaglia. |                                   |                                  |
| 5  | Devadatta | dicembre 1975 ISBN 4-267-90020-5  | novembre 1999 ISBN 88-86991-25-8 |
| 5  | Capitoli - 23. Austerità (苦行?, Kugyō) - 24. La ragione del più forte è sempre la migliore (弱肉強食?, Jakunikukyōshoku) - 25. La vecchietta e il piccolo vagabondo (老婆と浮浪児?, Rōba to furōji) - 26. Il generale Sukhanda (騎士スカンダ（１）?, Kishi Sukanda (1)) |                                   |                                  |
| 5  | Trama Siddarta, diretto verso il regno di Magadha, incontra un cacciatore che gli offre ospitalità a casa propria dove conosce lo shramana Depa, anch'egli in viaggio. Il cacciatore vorrebbe affidare il figlio Assaji ai due ospiti ma essi sono riluttanti all'idea, pertanto decidono di ripartire senza il bambino. Poco dopo vengono raggiunti da Tatta e Miguela, che provano a convincere Siddarta a fare ritorno a Kapilavastu. Dopo il rifiuto di quest'ultimo, i due asceti fuggono a cavallo e si riparano dalla pioggia in una grotta dove vengono raggiunti dal piccolo Assaji, che li ha seguiti per tutto il tempo. Devadatta, figlio del defunto Bandaka, cresce deriso dalla comunità perché orfano e di famiglia povera. Un giorno, durante un picnic andato male a causa dell'attacco di un elefante imbizzarrito, si vendica dei compagni di classe uccidendoli. Condannato a morte, viene salvato da un lupacchiotto e fugge da Kapilavastu. Devadatta cresce allevato dalla madre lupa, dimenticandosi col tempo di essere un umano. La siccità però si abbatte sul paese e i suoi famigliari adottivi muoiono, lasciandolo da solo. Incontra Naradatta, anch'egli un uomo che vive come una bestia, il quale lo spinge a ritornare nel mondo degli umani, non prima di avergli insegnato la legge fondamentale della natura: la ragione del più forte vince sempre. Siddarta e Depa, assieme ad un Assaji gravemente malato, cercano aiuto nella città di Pandava. Per la paura di un eventuale contagio, il generale Sukhanda inizialmente li respinge ma Depa lo convince ad ospitarli per un solo giorno: se per l'indomani Assaji non sarà guarito, allora moriranno tutti e tre. Grazie alle nozioni di medicina apprese in gioventù, Siddarta riesce a guarire per tempo il bambino. |                                   |                                  |
| 6  | L'illuminato | agosto 1976 ISBN 4-267-90021-3    | gennaio 2000 ISBN 88-86991-27-4  |
| 6  | Capitoli - 27. La principessa Vissaka (騎士スカンダ（２）?, Kishi Sukanda (2)) - 28. Incontro sul monte Pandava (パンダブ山の会見?, Pandabu yama no kaiken) - 29. La foresta d'Uruvela (苦行林にて?, Kugyōrin nite) |                                   |                                  |
| 6  | Trama L'indomani Assaji e Depa partono mentre Siddarta viene trattenuto da Vissaka, figlia del governatore della città di Pandava. Innamoratasi del giovane, Vissaka prova a sedurlo ma senza successo. Nel frattempo Tatta, Miguela e i briganti invadono Pandava mettendola a ferro e fuoco e prendendo la nobile come ostaggio. Il generale Sukhanda, promesso sposo di quest'ultima, è pronto ad ingaggiare battaglia coi briganti e si scontra con Tatta, ma il loro duello viene interrotto da Siddarta stesso che stringe un patto con Tatta: egli farà ritorno a Kapilavastu, ma solo fra 10 anni, e in cambio Tatta dovrà smettere di vivere come un brigante. Tatta accetta e Vissaka, una volta liberata, confessa al generale i suoi sentimenti per Siddarta; il soldato, in preda al dispiacere, si ritira in solitudine per poi togliersi la vita. Assaji, dopo essere guarito dalla febbre, sembra aver sviluppato delle capacità divinatorie. La sua fama giunge fino al regno di Magadha dove viene interrogato dal re Bimbissara al quale predice la morte di lì a vent'anni per mano del futuro figlio. Il re si dispera ma trova conforto nelle parole di Siddarta, che nel frattempo si è stabilito sul monte Pandava; nell'anno che segue i due si rivedono spesso, diventando buoni amici. Prima che riprenda il suo viaggio, Bimbissara ribattezza Siddarta chiamandolo Budda, l'illuminato. I tre shramana ripartono e raggiungono la foresta di Uruvela, luogo dove i bramini praticano le vie dell'austerità nelle modalità più estreme: su invito di Depa, Siddarta sottopone il suo corpo alle prove più dure ma non ne coglie mai il significato. Miguela, da tempo malata, ha bisogno delle cure di Siddarta per guarire, quindi assieme al marito si trasferiscono nella foresta. |                                   |                                  |
| 7  | I tormenti | gennaio 1977 ISBN 4-267-90022-1   | maggio 2000 ISBN 88-86991-43-6   |
| 7  | Capitoli - 30. Via da Uruvela (懲罰?, Chōbatsu) - 31. La morte di Assaji (アッサジの死?, Assaji no shi) - 32. Sujata (スジャータ?, Sujāta) - 33. Il principe Luly (ルリ王子?, Ruri ōji) - 34. La storia di Yatara (ヤタラの物語?, Yatara no monogatari) |                                   |                                  |
| 7  | Trama Un anno è trascorso e Miguela è ormai guarita. Siddarta e Assaji, non condividendo più l'idea di austerità di Depa, abbandonano la foresta per proseguire il proprio percorso interiore da soli. Passano sei anni e il fatidico giorno della morte di Assaji, previsto da lui stesso, è ormai giunto. Siddarta prova a impedirla ma senza successo, e l'amico finisce preda di un branco di lupi. Sujata, un'amica di Siddarta, viene morsa da un serpente e versa in gravi condizioni. Nel tentativo di guarirla, il giovane si concentra e la sua anima si ritrova in una dimensione ultraterrena raggiungibile con la meditazione. In cerca dell'anima della ragazza, Siddarta si trova al cospetto di una visione che va oltre ogni ragione: una gigantesca sfera luminosa composta da infiniti "frammenti di vita". In quella dimensione alternativa, Siddarta viene raggiunto dal suo vecchio maestro bramino che si presenta a lui come Brahma. Grazie a questi, Siddarta apprende una grande verità: tutte le forme di vita presenti nell'universo sono collegate fra loro da un'unica fonte di energia vitale. Afferrato un frammento di vita, Siddarta riesce quindi a resuscitare Sujata, dopodiché riparte per fermarsi sotto l'albero di Pippala a meditare. Nel frattempo Prasenajit, il re di Kosala, ha scoperto grazie al figlio Virudhaka l'inganno della schiava travestita da principessa che le era stata data in moglie tempo addietro dal clan degli Shakya. Per vendicare l'onta subita, il re ha invaso e annesso il regno di Kapilavastu per poi imprigionare la famiglia di Siddarta. Un anno prima di questi eventi, nel piccolo regno di Anga vicino a Kosala, il gigantesco Yatara semina il terrore. Egli è un uomo alto sette metri che è cresciuto a dismisura grazie ad una pozione preparata dal padre, schiavo appassionato di medicina, passione per la quale poi è stato ucciso: per tale ragione Yatara odia il sistema delle caste. Virudhaka, conosciuto anche come principe Luly, si imbatte nel gigante e riesce a convincerlo ad entrare nei ranghi del suo esercito: egli intende sfruttare la sua immensa forza per l'imminente guerra contro il regno di Magadha. Yatara, divenuto un soldato di Kosala, conosce la madre di Luly, la quale vive segregata come una schiava per volere dello stesso principe. Il gigante inizia quindi a nutrire dei dubbi sulla bontà di questi. |                                   |                                  |
| 8  | Il risveglio | gennaio 1978 ISBN 4-267-90023-X   | novembre 2000 ISBN 88-86991-48-7 |
| 8  | Capitoli - 35. L'evento (ヤタラの物語（２）?, Yatara no monogatari (2)) - 36. Lo spadaccino e il viaggiatore (剣士と風来坊?, Kenshi to fūraibō) - 37. I duellanti (決闘者?, Kettōsha) - 38. Il duello (対決?, Taiketsu) |                                   |                                  |
| 8  | Trama Tra gli schiavi di Kosala scoppia un'epidemia e il principe decide di bruciare la casa in cui vivono con loro dentro, inclusa la madre. Yatara riesce a salvare la donna e a scappare dal regno ma poco dopo questa muore. Disperato, il gigante vaga per la foresta finché non si imbatte in Siddarta, il quale riesce a calmarlo facendogli comprendere il dolore di tutte le creature e che lui non è il solo a soffrire. Yatara riparte e Siddarta realizza di aver raggiunto l'illuminazione: il vecchio Brama riappare per congratularsi con lui per il traguardo raggiunto e per gli insegnamenti che da lì in poi dovrà diffondere, riferendosi nuovamente all'allievo col nome di Budda, colui che si è risvegliato. Nel regno di Magadha Devadatta è in cerca di un combattente da presentare al re Bimbissara. Si imbatte in Tatta e riesce a fare del paria un guerriero reale. Il figlio di Bandaka nel frattempo stringe amicizia con Ajassé, figlio di Bimbissara che si prevede ucciderà il padre fra 10 anni. Poco dopo il re Prasenajit manda un messaggio a Bimbissara in cui propone di risolvere gli scontri che affliggono i due regni con un duello al quale prenderanno parte i rispettivi campioni: per Kosala combatterà Yatara, mentre per Magadha sarà Tatta a scendere in campo. I due si incontrano casualmente la sera prima dell'incontro scoprendosi entrambi conoscenti di Siddarta; il giorno dopo, il loro scontro ha inizio. Tatta è con le spalle al muro e sta per essere sconfitto ma Yatara stramazza al suolo: dei sicari assoldati da Devadatta lo hanno colpito con dei proiettili avvelenati, così da favorire Tatta nel duello. Il paria però si rifiuta di dare il colpo di grazia al rivale, asserendo di non essere lui l'artefice della sconfitta di Yatara. |                                   |                                  |
| 9  | Il parco delle gazzelle | dicembre 1978 ISBN 4-267-90024-8  | febbraio 2001 ISBN 88-86991-60-6 |
| 9  | Capitoli - 39. Un male incurabile (危難?, Kinan) - 40. Il parco delle gazzelle (鹿野苑?, Migadāya) - 41. La storia di Sebb (牡牛セブーの物語?, Oushi Sebū no monogatari) - 42. L'umiliazione del principe Luly (愚者が行く?, Gusha ga iku) - 43. Entra in scena Ananda (アナンダ登場?, Ananda tōjō) |                                   |                                  |
| 9  | Trama Devadatta incolpa Miguela del tentato omicidio di Yatara. Per impedire che questa parli, le fa assumere un veleno che la rende muta. La donna viene arrestata e sta per essere processata ma Tatta la rapisce e la porta da Budda, sperando che egli possa guarirla. Questi riesce nel miracolo e la donna riacquista la voce, il tutto di fronte agli occhi increduli di Devadatta che decide di diventare un suo discepolo e di fondare un'organizzazione che diffonda il suo verbo. Budda intanto si trasferisce a Migadaya dove inizia a predicare di fronte agli animali del luogo. Lì incontra Depa e altri bramini. Inizialmente scettici, a poco a poco questi abbandonano l'austerità per mezzo del dolore e si dedicano all'ascolto di Budda. Rimasto solo, Depa prova a ucciderlo ma viene gravemente ferito nel processo. Sarà proprio Budda a salvarlo tramite una rudimentale trasfusione di sangue. Dieci anni prima, Prasenajit invade Kapilavastu e i genitori di Ananda, fratello di Devadatta ma solo dalla parte della madre, sono costretti a scappare col bimbo ancora in fasce. Durante la fuga, il vile padre promette al diavolo di dare in cambio la vita di suo figlio pur di salvarsi. Il diavolo si presenta effettivamente per prendersi Ananda ma il padre si rimangia subito la promessa, morendo poco dopo. Alcuni anni dopo, i soldati di Kosala riescono a rintracciare Ananda e la madre, uccidendo quest'ultima: a seguito dell'infausto evento, egli sviluppa un odio viscerale nei confronti degli umani divenendo ben presto un famigerato e temuto delinquente. Parte della sua fama è dovuta ad una presunta immortalità e nessuno sa come affrontarlo, quindi si fa avanti il detective Pampass che promette di farlo fuori entro una settimana. |                                   |                                  |
| 10 | Ananda | novembre 1980 ISBN 4-267-90025-6  | giugno 2001 ISBN 88-86991-61-4   |
| 10 | Capitoli - 44. L'ufficiale Pampass (パンパス刑事?, Panpasu keiji) - 45. Rita (リータ?, Rīta) - 46. Angulimala (アングリマーラ?, Angurimāra) - 47. Il tempio del fuoco sacro (拝火殿?, Hai ka den) - 48. La conversione del primogenito dei Kassapa (カッサパの帰依?, Kassapa no kie) - 49. Il fiume con i coccodrilli (ワニの河（１）?, Wani no kawa (1)) |                                   |                                  |
| 10 | Trama Tutti i tentativi del detective Pampass di uccidere Ananda falliscono. Dopo l'ennesimo salvataggio miracoloso, lo stesso Ananda comincia a interrogarsi su quale sia la vera natura della sua presunta immortalità e una divinità gli appare davanti agli occhi: si tratta di Mara, il demonio che l'ha battezzato quando egli era un neonato, che rivela di averlo sempre protetto affinché egli possa uccidere Budda, il suo nemico mortale. Durante uno dei suoi crimini, Ananda uccide un mercante e inconsapevolmente libera Rita, una schiava. La donna si innamora di lui e decide di seguirlo. Ananda inizialmente le resiste ma finisce per contraccambiare i suoi sentimenti, tuttavia il demonio gli impone di cacciarla via, altrimenti non sarà più sotto la sua protezione: seppur riluttante, Ananda è costretto ad abbandonare la donna amata. Poco dopo stringe un'alleanza con Ahinsa, un vagabondo anch'egli ladro che gli propone un piano per una grossa rapina. Il colpo tuttavia non va a segno e i due rimangono prigionieri nel Santuario del fuoco sacro, retto dal maestro Uruvela Kassapa, il quale intende farli morire asfissiati nelle segrete. Nemmeno la divinità Mara è in grado di salvarlo. I due vengono però raggiunti da Budda, il quale era stato chiamato da Rita che non aveva mai smesso di seguire le tracce dell'amato. Mara confessa che vuole vendicarsi di Brahma uccidendo il suo discepolo, ma l'inamovibilità di Budda ha la meglio costringendo il demonio ad abbandonare per sempre l'anima di Ananda. Impressionati dalla forza spirituale del monaco, Ananda, Uruvela e i suoi 500 adepti diventano tutti discepoli di Budda. Ahinsa però trama vendetta e si dirige al monastero dove risiedono i bramini Nadi Kassapa e Gaya Kassapa, i fratelli di Uruvela. |                                   |                                  |
| 11 | Il principe Ajassé | dicembre 1981 ISBN 4-267-90026-4  | giugno 2001 ISBN 88-86991-73-8   |
| 11 | Capitoli - 50. Il principe Ajassé (ワニの河（２）?, Wani no kawa (2)) - 51. La lezione del monte Zuzu (象頭山の教え?, Zōzu sen no oshie) - 52. Il monastero del boschetto di bambù (竹林精舎?, Chikurin shōja) - 53. Una lunga incarcerazione (幽閉の王子?, Yūhei no ōji) |                                   |                                  |
| 11 | Trama Nadi e Gaya, i fratelli di Uruvela, chiedono a Budda di tenere un discorso davanti ai loro discepoli: l'obiettivo è di tendergli un tranello per metterlo in ridicolo di fronte a tutti e far sì che Uruvela torni a venerare il fuoco. Ciononostante, Budda incanta tutti i presenti coi suoi aneddoti da cui emergono valori come la tolleranza e, soprattutto, la lotta al desiderio sfrenato che da sempre corrode l'animo degli uomini, rendendoli avidi e pretenziosi. Dopo il suo discorso, anche gli altri due fratelli Kassapa coi rispettivi discepoli abbandonano la loro scuola per unirsi al viaggio di Budda, il quale ora conta più di mille adepti al suo seguito. Passano tre anni e Budda ritorna alla corte del re Bimbissara. Sebbene sia entusiasta di rivedere il vecchio amico, egli continua a soffrire per la predizione fattagli anni addietro secondo la quale verrà assassinato dal proprio figlio, il principe Ajassé. Quest'ultimo non nutre simpatie nei suoi confronti, convinto che sia egli la causa del malessere psicologico del padre, arrivando a tentare di ucciderlo: seppur ferito gravemente, Budda si salva e Ajassé, per ordine dello stesso re, viene rinchiuso in una torre. Durante la prigionia fa la conoscenza della schiava Yudelika, di cui si innamora. Col tempo dimentica il suo odio per Budda e propone alla schiava di rinunciare al trono per fuggire assieme e vivere nel suo paese d'origine. Qualche mese più tardi, un'epidemia di colera si abbatte sul regno e Yudelika si ammala: il principe riesce a fornirle le cure adeguate e la ragazza si salva, ma qualche giorno più tardi viene giustiziata a causa dell'influenza che esercitava sul principe. Ancora una volta l'ingiusta legge della caste ha preso il sopravvento e Ajassé si ritrova solo e sconsolato a meditare vendetta. |                                   |                                  |
| 12 | Ritorno a Kapilavastu | febbraio 1983 ISBN 4-267-90027-2  | marzo 2002 ISBN 88-86991-74-6    |
| 12 | Capitoli - 54. Shariputra e Maugdalyayana (サーリプッタとモッガラーナ?, Sāriputta to Moggarāna) - 55. Critiche (非難する群れ?, Hinan suru mure) - 56. Le paludi della morte (死の沼地?, Shi no numachi) - 57. Vissaka, la pazza (狂女ヴィサーカー?, Kyōjo Visākā) - 58. Il nuovo incontro tra Budda e il principe Lûly (ルリ王子との再会?, Ruri ōji to no saikai) |                                   |                                  |
| 12 | Trama Il colera colpisce anche Budda che, complice il tentato assassinio di Ajassé, è sempre più debilitato. In cerca di una guida, egli chiede ad Ananda di trovare una persona che possa leggere il cuore delle persone e prevedere il futuro. Dopo mesi di ricerca, incontra i monaci Shariputra e Maugdalyayana che posseggono proprio le doti richieste da Budda. I due, assieme ai loro 250 compagni, decidono di seguirlo e di unirsi al suo gruppo. Al loro ritorno, Budda li nomina suoi successori, suscitando il disappunto di Devadatta che mirava a guidare e amministrare la comunità ormai numerosa, finendo però per essere espulso proprio da Budda stesso. Durante la notte, Rita muore per salvare il maestro da un serpente velenoso. A seguito dell'apparizione del sommo Brahma in una visione, Budda decide di partire per dedicare gli ultimi anni della sua vita ad aiutare concretamente gli altri. Accompagnato da Ananda, i due si dirigono verso Kapilavastu, ora parte del regno di Kosala, facendo tappa a Pandava, la stessa città che Siddarta, Depa e Assaji visitarono vent'anni prima e che ora risulta completamente abbandonata dopo l'assedio dei briganti. Lì incontrano una Vissaka priva di senno a causa della continua assunzione di droghe e allucinogeni di ogni tipo. Seppur Ananda sia contrario, Budda decide di aiutarla portandola con loro. Vissaka ritrova la ragione e i tre arrivano a Kapilavastu dove vengono imprigionati dal principe Luly, divenuto ormai un despota che ha reso schiavi tutti i membri del clan degli Shakya. Sconvolto di fronte alla vista di tali orrori, Budda accetta la richiesta del capo degli schiavi di tenere un sermone per risollevare i loro animi. Luly acconsente e il giorno dopo Budda si ritrova ancora una volta di fronte a una folla di gente che aspetta solo di udire le sue parole. |                                   |                                  |
| 13 | Il tempio di Jetavana | novembre 1983 ISBN 4-267-90028-0  | giugno 2002 ISBN 88-86991-75-4   |
| 13 | Capitoli - 59. Determinazione contro determinazione (意志と意志?, Ishi to ishi) - 60. Il giorno della liberazione (解放の日?, Kaihō no hi) - 61. Il complotto di Devadatta (ダイバダッタの陰謀?, Daibadatta no inbō) - 62. Naradatta (ナラダッタ?, Naradatta) - 63. Il monastero di Jetavana (祇園精舎?, Kionshōja) - 64. ...intanto l'esercito guidato dal principe Luly avanzava verso il Kosala... (陥穽?, Otoshiana) |                                   |                                  |
| 13 | Trama Il principe Luly, che ormai comanda su Kapilavastu in modo tirannico e crudele e che ha reso schiavo tutto il clan degli Shakya, entra profondamente in crisi dopo aver sentito gli insegnamenti di Budda. E, dopo molti incontri con lui, annuncia ufficialmente di riconoscere la libertà a tutti gli abitanti di Kapilavastu, ritirandosi definitivamente, con tutto il suo esercito, nel Kosala, suo paese d’origine. Nel frattempo, il principe Ajassé, rinchiuso ormai da quattro anni in una torre per ordine di suo padre, il re Bimbissara, viene a sapere da Devadatta del complotto da lui ordito ai danni del re, a cui da tempo viene somministrata una potente droga che, dopo averlo reso completamente assuefatto ed intontito, ora lo tormenta con atroci sofferenze da crisi d’astinenza. E Ajassé, soggiogato da Devadatta, si rende conto che è giunto il momento della riscossa: con suo padre inerme, decide di destituirlo al trono, succedendogli e nominando Devadatta, con decreto ufficiale, responsabile del gruppo del boschetto di bambù, il gruppo di asceti fino a quel momento guidati da Budda. Naturalmente molti nel gruppo non sono d’accordo, e solo un quarto di essi accetta di seguire Devadatta sul monte Zozu, nuovo luogo d’insediamento dei religiosi. Ma Magdalyayana e Shariputri, avvertiti dell’episodio, riescono con uno stratagemma a convincere il gruppo dei dissidenti a ritornare all’ovile. Ma alla corte del Kosala l’atmosfera non è tranquilla: il re Prasenajit non perdona a suo figlio, il principe Luly, di essersi ritirato da Kapilavastu, e per di più senza il suo ordine; per cui gli intima di ritornarvi per sterminare tutti gli Shakya, pena il fatto di essere diseredato. E per la seconda volta il principe Luly riparte con il suo esercito alla volta di Kapilavastu, ma per la seconda volta Budda, incontrato non casualmente lungo la strada, gli fa cambiare idea. E così il principe ritorna a corte senza aver obbedito agli ordini del padre, il quale, infuriatosi terribilmente, decide per vendetta di nominare come suo figlio adottivo un povero lottatore mezzo scemo, da tempo suo fedele servitore. A quel punto, il principe ordina di far rinchiudere il padre come pazzo, e si autoproclama re, accreditando inoltre onori e beneficenze a Budda e ai suoi discepoli. Ma il capo dei bramini del luogo, geloso di Budda, decide di tramare alle sue spalle, organizzando un complotto in cui viene uccisa una ragazza. L’accusa per Budda è pesante: averla adescata e poi assassinata. Tutti ci credono e vogliono mandare via Budda, ma lui è sereno. Riuscirà a cavarsela anche questa volta? |                                   |                                  |
| 14 | La Fine del viaggio | maggio 1984 ISBN 4-267-90029-9    | giugno 2002 ISBN 88-86991-76-2   |
| 14 | Capitoli - 65. La vendetta di Tatta (シャカ族の滅亡?, Shakazoku no metsubō) - 66. Una triste notizia (悲報?, Hihō) - 67. Devadatta (ダイバダッタ?, Daibadatta) - 68. Il sorriso di re Ajassé (アジャセ王の微笑?, Ajase ō no bishō) - 69. La fine del viaggio (旅の終わり?, Tabi no owari) |                                   |                                  |

## Film anime

### Buddha 1
Nel 2009 è stato annunciato l'adattamento del manga in un lungometraggio d'animazione intitolato 手塚治虫のブッダ－赤い砂漠よ！美しく-?, Tezuka Osamu no Budda - Akai sabaku yo! Utsukushiku -, lett. "Budda di Osamu Tezuka - Deserto Rosso! Splendidamente -". Il film è stato diretto da Kōzō Morishita, scritto da Reiko Yoshida, prodotto dalla Tezuka Productions (Makoto Tezuka), animato dalla Toei Animation e distribuito dalla Toei Company e dalla Warner Bros. Pictures. Il film, dalla durata di 111 minuti, è uscito il 28 maggio 2011 durante le celebrazioni del 750º anniversario di Shinran Shonin, fondatore della setta Jōdo Shinshū. Il gruppo rock X Japan ha eseguito il tema Scarlet Love Song, composto dal leader della band Yoshiki su richiesta di Morishita. La compositrice generale del film è Michiru Ōshima.

### Buddha 2
Un secondo film anime, BUDDHA 2 手塚治虫のブッダ -終わりなき旅-?, BUDDHA 2 Tezuka Osamu no Budda - Owarinaki Tabi -, lett. "BUDDHA 2 Budda di Osamu Tezuka - Viaggio senza fine -", dalla durata di 85 minuti, è uscito l'8 febbraio 2014. Il film è stato diretto da Toshiaki Komura, scritto da Reiko Yoshida, prodotto dalla Tezuka Productions (Makoto Tezuka), animato dalla Toei Animation e distribuito dalla Toei Company. Ayumi Hamasaki ha registrato Pray, composta da Kunio Tago e arrangiata da Yūto Nakano, che funge da sigla del film. La compositrice generale del film è Michiru Ōshima.
Il 14° Dalai Lama è apparso in uno speciale di Tokyo MX TV il 18 gennaio 2014, per dichiarare la sua approvazione. Dopo aver visto il film un mese prima della sua anteprima in Giappone, ha dichiarato: "Sono molto grato che il mondo del Budda sia diffuso da questo film".

### Cancellazione
Inizialmente era prevista una serie di tre film, ma la produzione del terzo, nonché quello finale, è stata interrotta per motivi finanziari.